# Synopsis Plantarum
Synopsis Plantarum, (abrevidado como Syn. Pl.), é um livro com descrições botânicas que foi escrito por Christiaan Hendrik Persoon e editado em Paris com o nome de Synopsis Plantarum: seu Enchiridium botanicum, complectens enumerationem systematicam specierum hucusque cognitarum. Parisiis Lutetiorum, em dois tomos, o primeiro em 1805 e o segundo em 1806-1807, onde são descritas 20.000 espécies vegetais.